# Lathyrus hygrophilus
Lathyrus hygrophilus är en ärtväxtart som beskrevs av Paul Hermann Wilhelm Taubert. Lathyrus hygrophilus ingår i släktet vialer, och familjen ärtväxter. Inga underarter finns listade i Catalogue of Life.